# Diastylis gibbera
Diastylis gibbera är en kräftdjursart som beskrevs av Jones 1969. Diastylis gibbera ingår i släktet Diastylis och familjen Diastylidae.
Artens utbredningsområde är Stora Australbukten. Inga underarter finns listade i Catalogue of Life.